# Skylark (zespół muzyczny)
Skylark to zespół muzyczny z Włoch grający fantasy power metal, założony w 1994.

## Członkowie zespołu
- Ashley – śpiew
- Roberto "Brodo" Potenti – gitara basowa
- Eddy Antonini – instrumenty klawiszowe

### Byli członkowie
- Carlos Cantatore – perkusja
- Fransesco Meles – perkusja
- Federico Ria – perkusja
- Nico Tordini – gitara
- Fabio Dozzo – śpiew
- Kiara – śpiew
- Fabrizio "Pota" Romani – gitara

## Dyskografia
- The Horizon & the Storm (1995)
- Waiting For the Princess.... (1996) (EP)
- Dragon’s Secrets (1997)
- After the Storm (1997) (kompilacja)
- Belzebu (1999) (EP)
- Divine Gates Part 1: Gate Of Hell (1999)
- Divine Gates part 2: Gate of Heaven (2000)
- The Princess' Day (2001)
- Divine Gates part I & partII (2002) (kompilacja)
- Wings (2004)
- In the Heart of the Princess (2004) (kompilacja)
- Fairytales (2005)